# چانگان رویکسینگ ام۸۰
چانگان رویکسینگ ام۸۰ یک مینی‌ون است که توسط چانگان اتومبیل تولید می‌شود.

## بررسی اجمالی

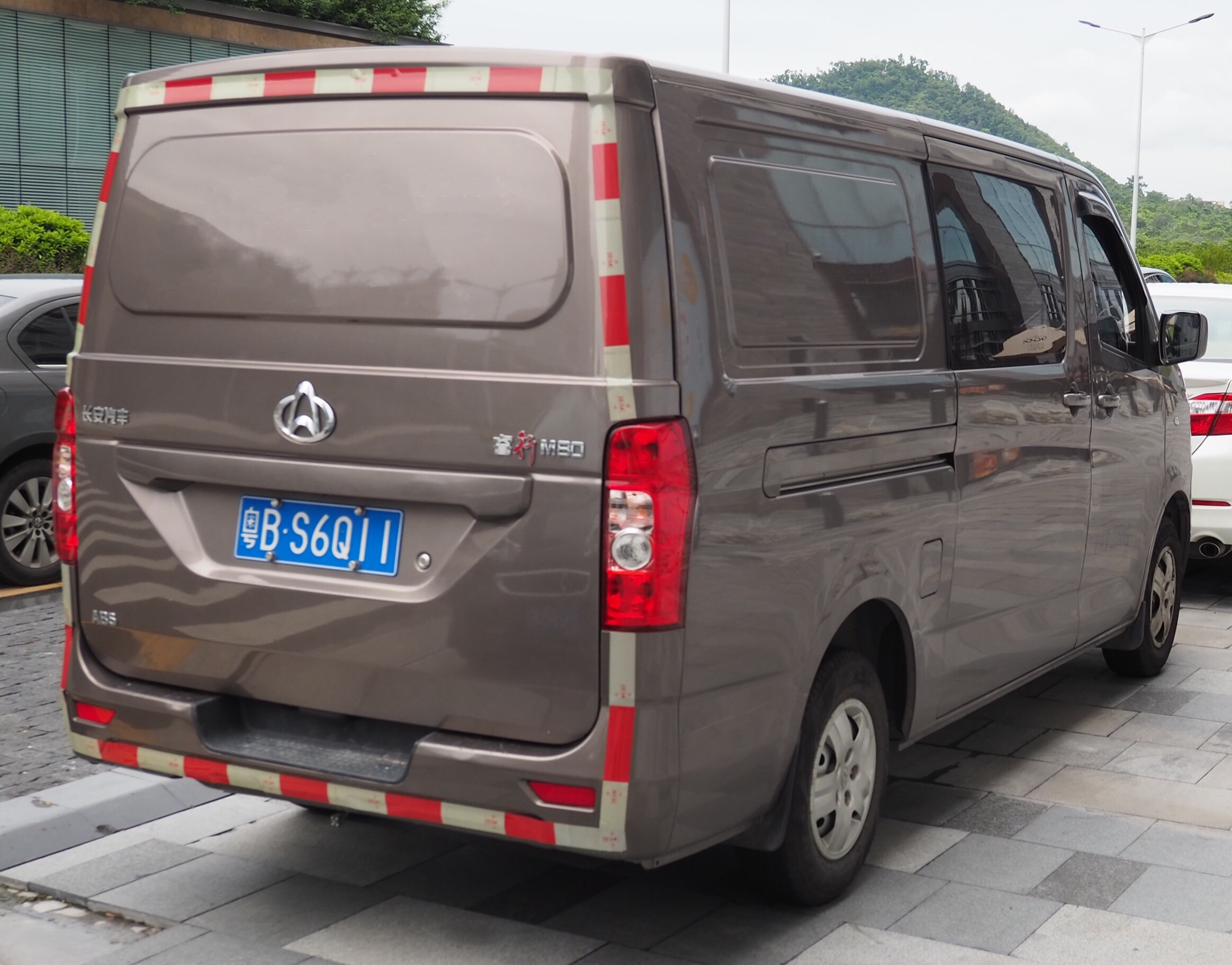
Ruixing M80 عقب

رویکسینگ ام۸۰ در اکتبر ۲۰۱۳ عرضه شد و در بازار چین با قیمت ۵۷۲۰۰ یوان تا ۷۱۱۰۰ یوان برای مدل ۲۰۱۸ عرضه شد.

## رویکسینگ ئی‌ام۸۰
رویکسینگ ئی‌ام۸۰ نسخه الکتریکی رویکسینگ ام۸۰ است که بر روی همان پلتفرم ام۸۰ ساخته شده‌است. ئی‌ام۸۰ مجهز به یک باتری ۴۸٫۴ کیلووات ساعتی و یک موتور الکتریکی واقع در عقب خودرو است. قیمت رویکسینگ ئی‌ام۸۰ از ۹۶۸۰۰ یوان تا ۹۸۸۰۰ یوان متغیر است.

## نگارخانه

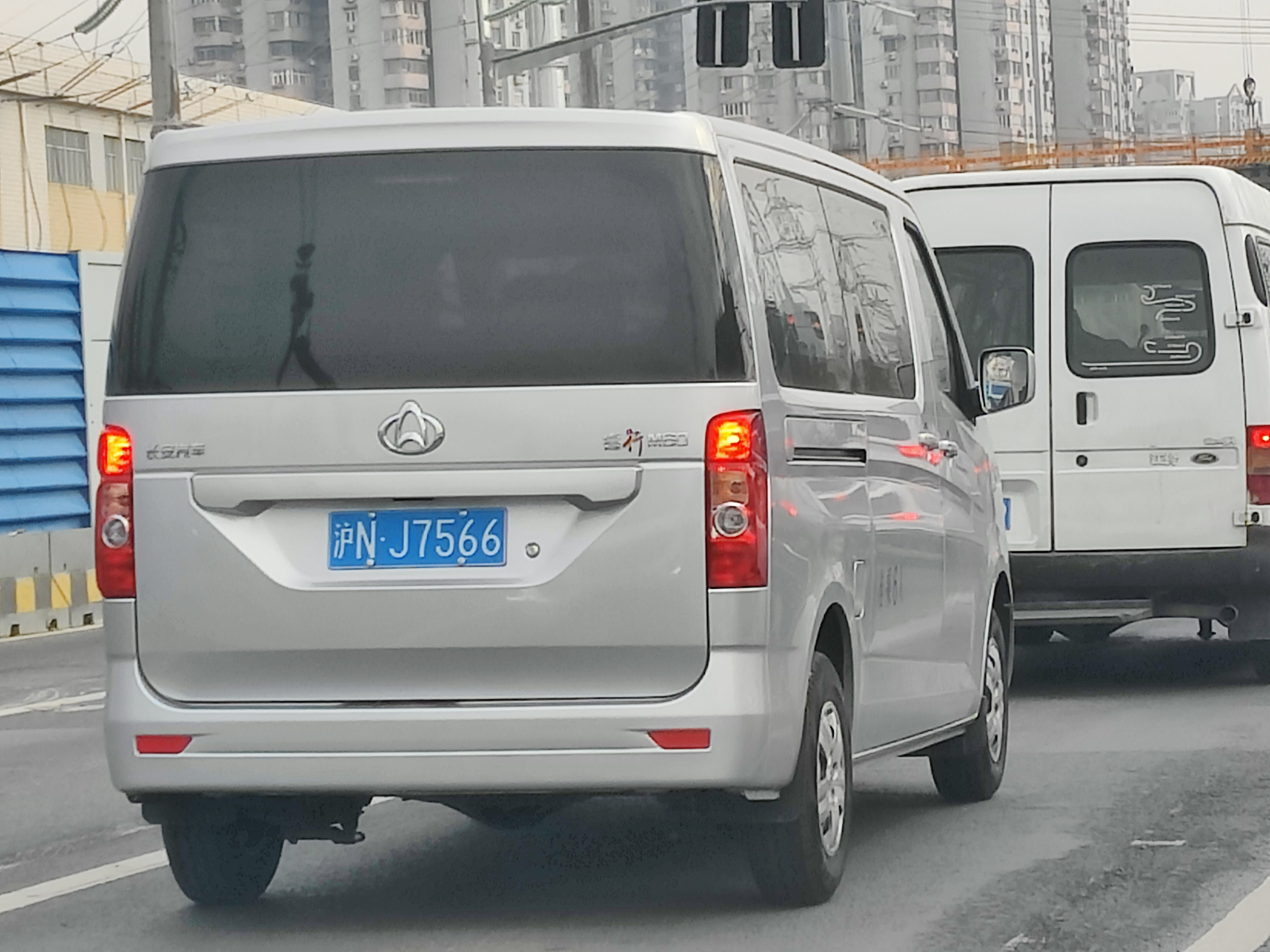
رویکسینگ ام۶۰ (عقب)
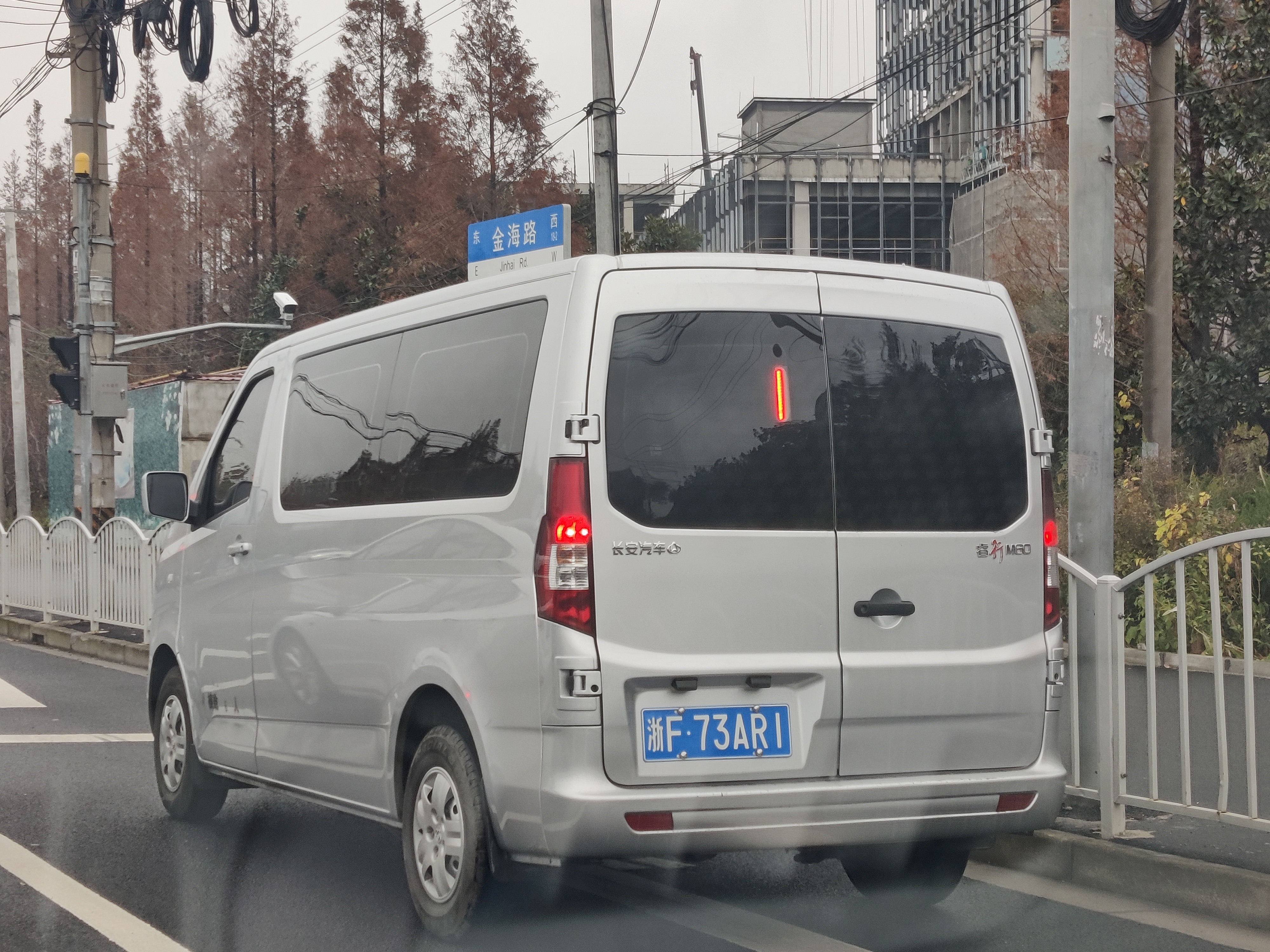
رویکسینگ ام۶۰ (عقب)